# Antiga Peixateria (Tortosa)
El que alguns coneixen com l'antiga Peixateria és un edifici de la ciutat de Tortosa (Baix Ebre) protegit com a bé cultural d'interès local.

## Descripció

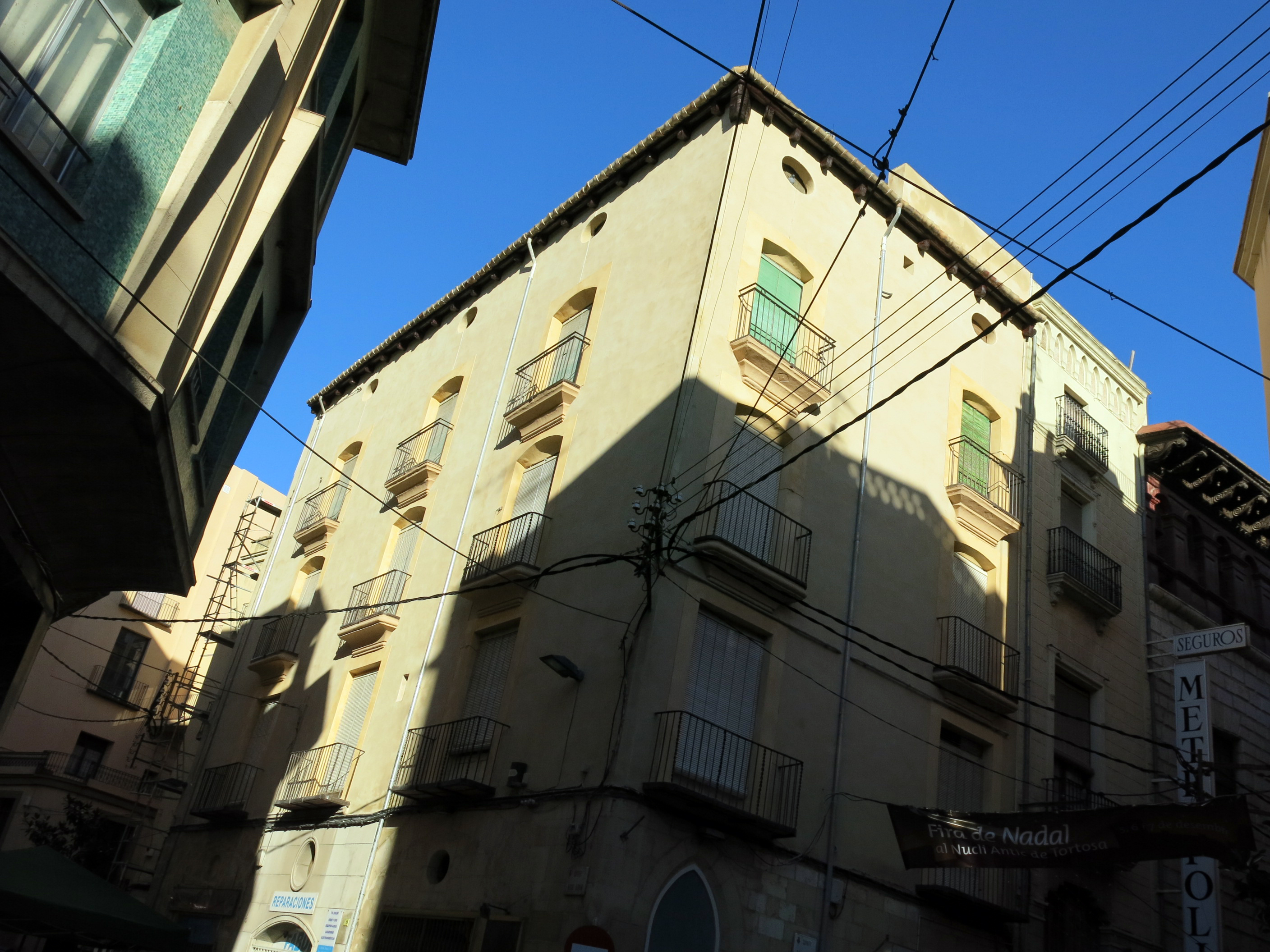
Detall de la cantonada dels carrers de la Rosa i bisbe Aznar amb la façana ja rehabilitada.

L'edifici té la façana principal al carrer del bisbe Francesc Aznar, però també mira cap al carrer de la Rosa i cap al de la Ciutat. A la façana es mesclen restes de l'antic edifici gòtic amb altres dels segles XVIII, XIX i XX. La distribució interior també és moderna. Consta de planta i tres pisos, amb golfes al nivell superior. A la planta, de carreus de pedra, es conserven als laterals dues portes amb arc apuntat, mentre que la resta són d'arc escarser. La façana principal, refeta més modernament, és a la que s'hi obren les dues portes dels comerços. Al carrer de la Rosa, entre les dues portes hi ha, sobre una petita finestra, l'escut de Tortosa treballat en pedra, amb la data de 1796 a sota. Els pisos s'obren al carrer mitjançant balcons amb base de pedra, i es troben arrebossats i pintats, sense ornament, modernament. Les golfes s'obren mitjançant petits ulls de bou. El ràfec és poc remarcat, amb teules de canal sobre caps de biga de fusta. Al mateix carrer destaquen els habitatges dels números 8 i 12 per l'arrebossat modernista de la façana.

## Història
Algun historiador creu que la primera utilització de l'edifici fou com a peixateria mentre que altres més modernament ho han desmentit.
Les obres de construcció de la peixateria medieval de Tortosa van començar el 1384 i es van acabar el 1387. Sembla que va ser la primera construcció per aquesta banda de la ciutat que suposà el trencament de la muralla romana. Aquesta s'obria just en aquest punt mitjançant l'anomenat portal del Pont de Pedra, el principal de la ciutat. En època romana tenia tres grans arcades, que després es van reduir a una, flanquejada per dues torres. Fou destruïda per la riuada de 1787. El pont medieval resta sota l'empedrat del carrer i creuava el barranc del Rastre.
L'escut del segle xviii abans esmentat, situat al carrer de la Rosa, ostenta la torre de Tortosa, emmerletada, d'una porta i dues finestres, acompanyat de dues palmes i una corona.